# 李黑记
李黑记（1958年—），陕西宝鸡人，汉族，中华人民共和国政治人物、第十一届全国人民代表大会陕西地区代表。

## 生平
毕业于中央党校函授学院经济管理专业，是中共党员。担任陕西东岭集团党委书记、董事长、总经理。2008年起担任全国人大代表。